# Нововасильево
Нововасильево — село в Володарском районе Астраханской области. Административный центр Мултановского сельсовета. Население — 409 человек (2010).

## География
Село находится в юго-восточной части Астраханской области, в дельте реки Волги, на острове, образованном реками Спорная и Васильевская.
Абсолютная высота 26 метров ниже уровня моря.
С северо-западной окраины села примыкает посёлок Тоня Марфинская.
Уличная сеть
состоит из 14 географических объектов:
- Переулки: Абая пер., Речной пер., Степной пер.
- Улицы: ул. Алешина, ул. Гагарина, ул. Жукова, ул. З.Космодемьянской, ул. Кирова, ул. М.Мамедовой, ул. Набережная, ул. П.Морозова, ул. Победы, ул. Ч.Валиханова, ул. Челюскинцев

Климат
умеренный, резко континентальный, характеризуется высокими температурами летом и низкими — зимой, малым количеством осадков, а также большими годовыми и летними суточными амплитудами температуры воздуха.
Часовой пояс
Нововасильево, как и вся Астраханская область, находится в часовой зоне МСК+1. Смещение применяемого времени относительно UTC составляет +4:00.

## Население
| 2002 | 2010 |
| ---- | ---- |
| 368  | ↗409 |

Национальный и гендерный состав
По данным Всероссийской переписи, в 2010 году численность населения села составляла 1170 человек (562 мужчины и 608 женщин, 48,0 и 52,0 %% соответственно).
Согласно результатам переписи 2002 года, в национальной структуре населения казахи составляли 69 %, русские 31 % из общего числа в 368 жителей.
| Национальность | Численность (2010) | Процент |
| -------------- | ------------------ | ------- |
| Казахи         | 291                | 69,6 %  |
| Русские        | 114                | 27,3 %  |
| Корейцы        | 6                  | 1,4 %   |
| Татары         | 4                  | 1 %     |
| Украинцы       | 3                  | 0,7 %   |
| Всего          | 418                | 100 %   |

## Инфраструктура
Рыболоводство.

## Транспорт
Региональная автодорога 12 ОП РЗ 12Н 042 Мултаново — Нововасильево — Блиново
Водный транспорт, действует пристань Нововасильево.